# Lygarina silvicola
Lygarina silvicola är en spindelart som beskrevs av Alfred Frank Millidge 1991. Lygarina silvicola ingår i släktet Lygarina och familjen täckvävarspindlar. Inga underarter finns listade i Catalogue of Life.